# Carolina Mendes
Carolina Mendes, född 27 november 1987, är en portugisisk fotbollsspelare (anfallare) som spelar för Sporting Lissabon. Hon har tidigare spelat för bland annat Djurgårdens IF.